# العربي باطما
العربي باطما (1949 - 1997)، هو فنان مغني مغربي، يُعتبر أحد رموز الموسيقى التراثية المغربية، وأحد مؤسسي فرقة ناس الغيوان وأحد نجومها البارزين. تعددت مواهبه بين الموسيقى والمسرح والسينما والكتابة . يبقى العربي باطما شخصية فنية متميّزة في تاريخ المشهد الفني المغاربي.
ولد بقرية أولاد بوزيري بمنطقة الشاوية المغربية، المحاذية لمدينة الدار البيضاء. كتب في الأمل والرحيل والبادية والمدينة، وغنى للجراح والانتكاسة والأوضاع العربية والعالمية، صوته وألحانه السريالية تجعل منه فنانا متميزا، بلبلا غرد الفنّ على غصن الخشبة. ساهم بشكل كبير في نفض غبار الإهمال الذي طال التراث المغربي وأعاده إلى قيمة القيم، ساهم بشكل كبير رفقة العديد من الشخصيات كأحمد المعنوني وبوجميع في إعادة صياغة التراث المغربي إلى الجمهور والشعبية، وأخرجه خارج الحدود وإلى العالمية. طوال سنوات الستينيات والسبعينيات والثمانينيات، كان أحد الشخصيات المحورية في تحفة فيلم الحال(فيلم) التي دشنت مسيرته الفنية في عالم السينما، واختتمها بسيرته الذاتية من جزئين؛ الرّحيل والألم، والتي نشرت في ذكرى وفاته، وهي نوع سردي فريد في كتابة الألم يتطرق بكل شجاعة إلى فصول رحلة الراحل ابن رحال مع مرض السرطان، وما يحمله من ثقل نفسي وثقافي آنذاك بكل شجاعة، وهو العمل الأول من نوعه في الخزانة المغربية والمغاربية، ليختتم الفنان ابن حادة مشواره الذي ابتدأه بين الرحيل والحدة، بين القرية والمدينة، وأجواء الحي المحمدي من مدينة التناقضات البيضاوية بكتابين، وقيمة مضافة للثقافة البيضاوية والمغربية ككل.

## النشأة
لم يكن أحد يعتقد أنّ ابن الفلاح ذلك المهمش، الذي غادر الفصل الدراسي مبكراً، سيكون المجذوبَ الذي أعاد التراث الشعبي، بما يحمل من الأشعار والزجل والنغمة، إلى حاضرة الاعتراف الثقافي، والذي استأصل تلك الغزوة الثقافية التي كانت تشير بالاحتقار إلى كل ما هو مغربي أصيل.
ارتبطت حياته بالرحيل، فهو ابن رحال ومؤلف سيرته الذاتية بعنوان «الرحيل» قبل أن يرحل عن الدنيا. تفتقت مواهبه المتعددة في المسرح والسينما والغناء والزجل، شأنه شأن أخيه سي محمد باطما عضو مجموعة لَمْشاهب. رغم الشهرة التي حققها والحب الذي أحاطه به جمهوره الواسع، ظل يحمل بداخله ذلك الفلاح المبدع الذي لم يجد عنوانا لملحمته الشعرية سوى «حوض النعناع». يقول العربي باطما في مذكراته: «اسم أبي رحال. اسم جدي رحال. اسم أمي حادة. الرحيل، الحدود، الحدة، أسماء تعني العنف والألم وعدم الاستقرار، هكذا كانت طفولتي رحيلا بين الدار البيضاء والقرية. عشت بين الشك واليقين، وفي كل مرة، كنت أسأل نفسي، وأجد الحكمة تطفو فوق كل التساؤلات: المهم، ولا شيء مهم إلا أنا».
في كتاب الرحيل قال العربي إن اسمه العائلي مأخوذ من شجرة بطمة التي كانت بجانب بيتهم، والتي اتخذها والده اسما للعائلة.

## في الفن والتراث

العربي باطما يتوسط فرقة ناس الغيوان في بداية السبعيينات من القرن عشرين، من أقصى اليمين إلى اليسار: بوجميع، عبد الرحمان (باكو)، العربي باطما، عمر السيد، علال يعلى

العربي باطما تعددت مواهبه بين الموسيقى والمسرح والسينما والكتابة بشكل زاخر وفريد،  جعله يحظى بإعجاب وتقدير كبيرين، ليس فقط من طرف الجمهور المغربي، بل ومن طرف الجمهور العربي أيضا، إلى حدود هوليوود، حيث ربط علاقة روحية مع المخرج مارتن سكورسيزي ومجموعة ناس الغيوان، تلك الصداقة التي انطلقت بصدفة من خلال مشاهدة فيلم الحال (فيلم) الذي حصل على الجائزة الأولى لـ ESEC سنة 1982، وتم اختيار الفيلم الذي يدون لبيئة المجموعة في المسابقة الرسمية لمهرجان لندن ومهرجان نيويورك. واختير الفيلم ليعرض ضمن فقرة «كان كلاسيك» في مهرجان كان العالمي سنة 2007. كما اختير هذا الوثائقي كأول فيلم يتم تقديمه من طرف المخرج السينمائي العالمي مارتن سكورسيزي ليعرض في افتتاح تدشين «المنظمة العالمية للسينما».
لقد انخرط باطما مبكرا في الفعل الفني والثقافي، وشارك في التمثيل والإنشاد والكتابة المسرحية والزجلية، كحوض النعناع، وفي مسرحيات مستوحاة من نصوص تراثية، ومن فن الملحون، وكناوة، والشعبي البدوي. فهو يعتبر مغرد الظاهرة التراثية في السبعينيات، والتي شكلت النواة الأولى لانتشار لون موسيقي جديد في مطلع السبعينيات من القرن الماضي،  وقد ساهم بشكل كبير في نفض غبار الإهمال الذي طال التراث الموسيقي المغربي لعدة عقود، وأبدع في التعامل معه لحنا وميزانا.

## في الكتابة

"الرحيل" عنوان الجزء الأول من السيرة الذاتية للفنان، ذات معاني إنسانية، نظرا للظرفية التي دوّن فيها سطور سيرته الذاتية، في رحلة صراع مع مرض السرطان، قبل الرحيل، عنونها أيضا ب"الرّحيل"

العربي باطما الرجل المترعرع بالحي المحمدي ذو ثقافة بيضاوية وما تحمله من تناقضات، هو ذلك الطفل القادم بجذوره البدوية، الذي ظل يحمل شيئا منها في اللاّوعي ومحيطه العائلي، رحيلا بين المدينة والقرية منذ أيام الصبا، وما اكتسبه من محيطه الثقافي، الكثير من أشعار الزّجل والحكي التراثي، وما تحمله في طيّاتها من حكم شعبية وتراثية قديمة. فهو الغيواني والهيبي والمجذوب الذي تغنى بأشعار عبد الرحمن المجذوب وبوعلام الجيلالي وابن المؤقت المراكشي.
كان الراحل يحب الكتابة والقراءة والبحث المتواصل في أعماق وجذور التراث الشعبي المغربي، يشتغل بالليل ويلازم بيته لمدة أسبوع أو أكثر، فكان قارئا وباحثا وكاتبا وملحنا، فما أن ينتهي من كتابة رواية حتى يبدأ في تلحين قطعة موسيقية «يحس بنوع من المتعة وهو في خلوة الكتابة مع الفن». تحمل إحدى أشعار أغانيه عنوان «قلت كلامي وغادي فحالي» وكأنه كان يودع عبرها رسالة الفن. التي ظهرت رسالة سامية في حنجرة وذاكرة وروح هذا الفنان المغربي.
كتب باطما بعض القصص التي لم تنشر وكتب سيناريو فيلم «جنب البير» وبعض النصوص المسرحية منذ 1980 «لهبال في الكشينة» و«هاجوج وماجوج» ثم "36".
كما أنجز روايتان بعنوان «خناتة» و«رحلة إلى الشرق»، وقد أنجز قصيدة تعتبر أطول نص جزلي في المغرب، تحمل عنوان «حسام همام». وتنقسم القصيدة التراثية الزجلية إلى ثلاثة أجزاء، يضم الجزئين الأولين 17 ألف و192 بيتا زجليا مغاربيا. إلا أن الموت لم يمهله ليتمم الجزء الثالث، وقد نشرت دار توبقال للنشر الجزء الأول منه.
ومن إبداعات المتوفى أيضا سيرته الذاتية التي جاءت في جزئين بعنوان «الرحيل» والجزء الثاني تحت عنوان «الألم»، وهو الجزء الذي ألفه في ظرف أسبوع وهو على فراش المرض قبل أن يرحل عن الدنيا، فلم تمر إلا بضعة أسابيع على نهاية آخر سطور سيرته حتى انتقل إلى دار البقاء.